# Наганрая
Наганрая (индон. Nagan Raya) — округ в провинции Ачех. Административный центр — город Сука-Макмуэ.

## История
Округ был выделен в 2002 году из округа Западный Ачех.

## Население
Согласно переписи 2008 года, на территории округа проживало 144 944 человека.

## Административное деление
Округ Наганрая делится на следующие районы:
- Бётонг
- Даруль-Макмур
- Куала
- Сёнаган
- Сёнаган-Тимур
- Таду Рая
- Куала-Песисир
- Сука-Макмуэ